# Max Friedrich (Fußballspieler)
Max Friedrich (Lebensdaten unbekannt) war ein deutscher Fußballspieler.

## Karriere
Friedrich, Stürmer des SV Prussia-Samland Königsberg, bestritt in den vom Baltischen Rasen- und Wintersport-Verband organisierten Meisterschaften Punktspiele.
Mit der Auflösung des Verbandes Königsberger Ballspiel-Vereine und der Gründung des Baltischen Rasen- und Wintersport-Verbandes wurde mit der Saison 1907/08 in drei regionalen Bezirksklassen die erste Baltische Meisterschaft ausgespielt. 
Aus dem am 19. Dezember 1909 angesetzten Finale um die Bezirksmeisterschaft Ostpreußen gegen den VfB Königsberg wurde seine Mannschaft als Sieger gewertet, da der VfB Königsberg keinen spielfähigen Ball stellen konnte.
In der Endrunde um die Baltische Meisterschaft kam es am 3. April 1910 zu der Begegnung mit dem BuEV Danzig, der zuvor den SC Graudenz mit 4:0 bezwungen hatte. Das auf dem Friedländer Tor-Platz in Königsberg ausgetragene Finale gewann seine Mannschaft aufgrund seiner beiden Tore mit 2:1. 
Aufgrund des regionalen Meistertitels war sein Verein auch in der Endrunde um die Deutsche Meisterschaft vertreten. Sein Debüt am 10. April 1910 auf dem Königsberger Walter-Simon-Sportplatz bei der 1:5-Niederlage in der Ausscheidungsrunde gegen den Rixdorfer FC Tasmania 1900 krönte er mit dem einzigen Tor seiner Mannschaft, dem Treffer zum 1:3 in der 48. Minute.

## Erfolge
- Teilnehmer an der Endrunde um die Deutsche Meisterschaft 1910
- Baltischer Meister 1910